# Szentkirályszabadja
Szentkirályszabadja is een plaats (község) en gemeente in het Hongaarse comitaat Veszprém. Szentkirályszabadja telt 2122 inwoners (2001).